# Pedro Oliviero Guerrero
Pedro Oliviero Guerrero Castillo (mort à Mapiripán (Meta, Colombie) le 24 décembre 2010) était un trafiquant de stupéfiants colombien et paramilitaire, appartenant au courant dit narcoparamilitarismo (es). 
Ex-membre des Autodéfenses unies de Colombie (AUC), le groupe paramilitaire d'extrême-droite, il n'accepta que tardivement le processus de démobilisation des paramilitaires enclenché par le président Alvaro Uribe avant de devenir l'un des principaux trafiquants colombiens. Il fut mortellement blessé par la police lors du réveillon de Noël 2010. Sa tête était mise à prix pour 2,5 millions de dollars.

## Biographie
Alias Cuchillo (Couteau), Pedro Oliviero Guerrero commença à travailler pour le cartel de Medellín, et notamment pour Gonzalo Rodríguez Gacha, après avoir été soldat dans des bataillons de contre-insurrection de l'armée colombienne. Il avait été exclu de l'armée après avoir violé des femmes en décembre 1996, lui valant une détention de six mois.
Dans les années 2000, il était à la tête des « Héros du Guaviare », une organisation paramilitaire impliquée dans le trafic de stupéfiants, qui avait succédé au « Bloc des Centaures » des AUC dirigé par Miguel Arroyave . Ce dernier avait été assassiné en 2004 par ses propres hommes, dont Daniel Barrera Barrera et Pedro Oliverio Guerrero, alors au milieu de sa trentaine. 
Les Héros du Gaviare ont été l'une des dernières organisations paramilitaires à accepter, en avril 2006, le processus de démobilisation mené par le président Alvaro Uribe. En novembre 2006, il rendit ainsi une visite triomphante à San José del Guaviare, chef-lieu du Guaviare, situé à 400 km de Bogota, en compagnie de policiers et de militaires . 
Échappant à la prison, il devint ainsi l'un des plus gros trafiquants de Colombie, s'alliant à Don Mario, alias de Daniel Rendón Herrera (es), arrêté le 15 avril 2009. Bien que rival, en tant que paramilitaire, des FARC, il achetait régulièrement de la pâte de coca aux FARC et leur revendaient les produits chimiques nécessaires pour le traitement des feuilles de coca. En 2008, il n'était cependant pas une cible prioritaire des autorités, aucun poster de lui en tant que criminel recherché n'apparaissant sur les murs de San José del Gaviare.
En juillet 2009, l'armée colombienne saisit près de Puerto Gaitán (département de Meta) 1,7 tonne de cocaïne (valant plus de 41 millions de dollars) lui appartenant, arrêtant par la même occasion sept paramilitaires de son groupe, rebaptisé « Armée populaire révolutionnaire antisubversive de Colombie » (ERPAC, Armée révolutionnaire et populaire anti-subversive de Colombie) ,.
Il a été mortellement blessé par la police lors du réveillon de Noël 2010, vers minuit, à Mapiripán (département de Meta, là même où avait eu lieu en 1997 le massacre perpétré par les AUC) alors que 150 policiers avaient encerclé son refuge. Son corps fut retrouvé quelques jours plus tard dans la jungle, Cuchillo ayant réussi à fuir. Une prime de 2,5 millions de dollars avait été mise sur sa tête par les autorités colombiennes, les États-Unis le recherchant aussi.
L'un de ses lieutenants, Harold Humberto Rojas Piñeros, fut arrêté quelques jours après, ainsi que d'autres hommes.